# Ourafane
Ourafane este o comună rurală din departamentul Tessaoua, regiunea Maradi, Niger, cu o populație de 88.900 locuitori (2001).